# 1-Hexen-3-on
1-Hexen-3-on ist eine chemische Verbindung aus der Gruppe der α,β-ungesättigten Ketone.

## Vorkommen

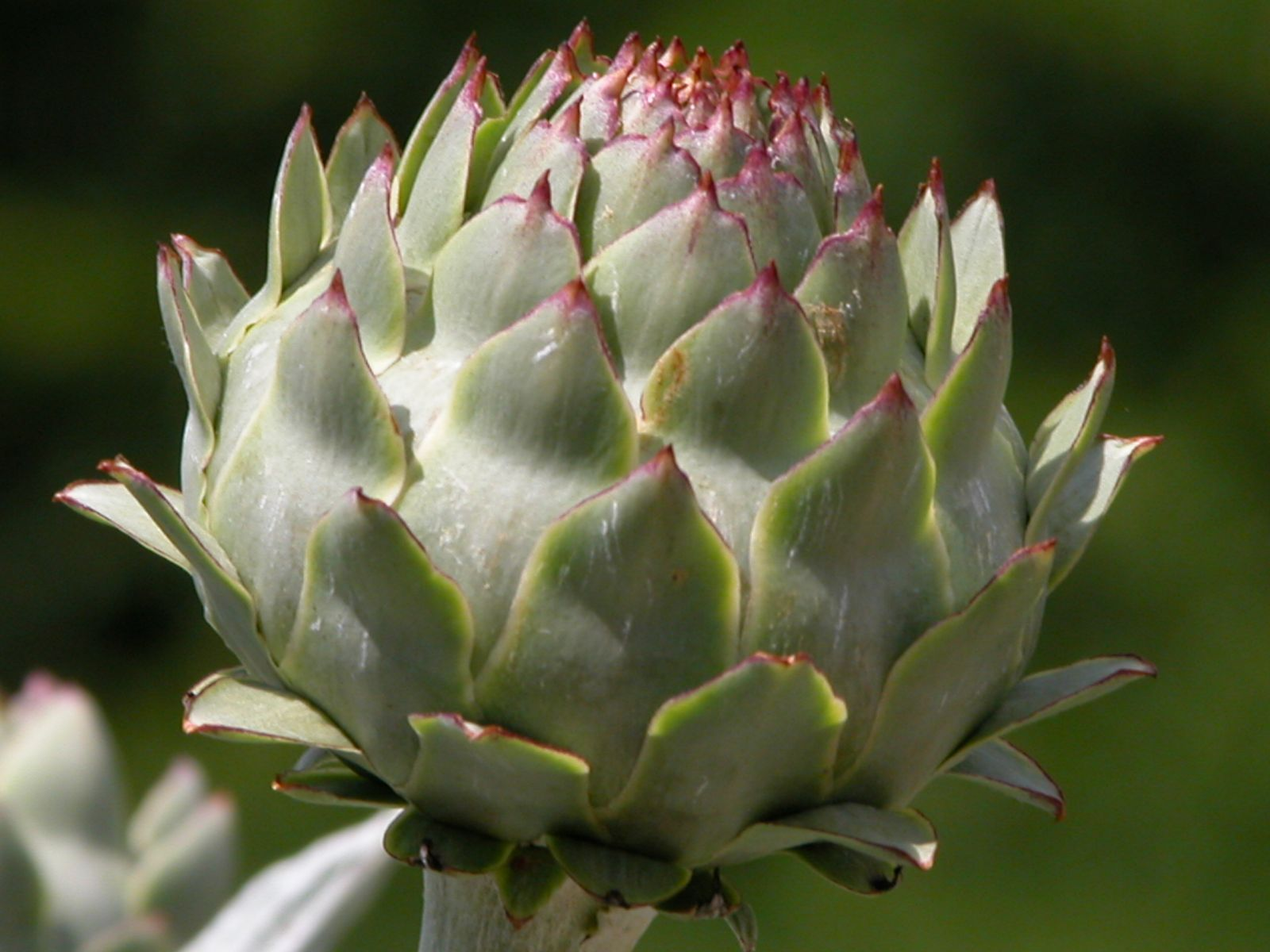
Artischocken enthalten natürlicherweise 1-Hexen-3-on

1-Hexen-3-on kommt in Brot, Käse, Artischocken dem Kreosotbusch und Milch vor.

## Eigenschaften
1-Hexen-3-on ist eine farblose Flüssigkeit mit stechendem Geruch, die gering löslich in Wasser ist.